# フォーシーズンズホテル・ニューヨーク
フォーシーズンズホテル・ニューヨーク (Four Seasons Hotel New York) はニューヨーク市マンハッタン区ミッドタウンにある高級ホテルである。2012年度CNN Goの『世界で最高値のホテル トップ15』で、1泊41,836米ドルする『The Ty Warner Penthouse Suite』が第3位に選ばれた。

## 建物
1980年代、アメリカ人資産家ウィリアム・ゼックエンドーフが57丁目のマディソンとパーク街の通りの25,000平方フィート (2,300 m2)の空き地を買収した。リージェント・インターナショナル・ホテルズの創設者ロバート・H・バーンズがイ・アイ・イ・インターナショナルの会長高橋治則に高級ホテル建設を提案した。

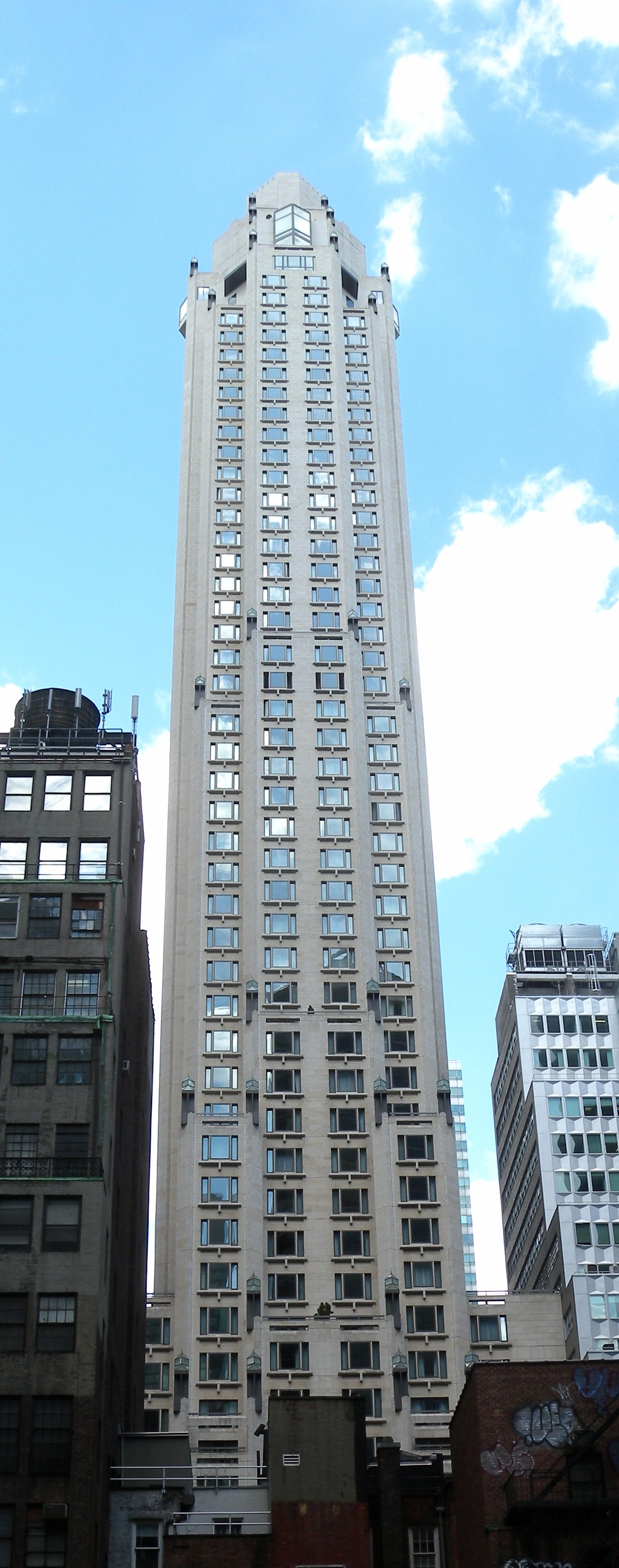

1989年1月に、全400室を構える46階のメインタワーと20階建てのタワーを建設すると発表された。工事は1991年末に完了した。資金は日本長期信用銀行をはじめとした6つの銀行から借り入れた。ホテルは、イ・アイ・イ・インターナショナルが30パーセントの株を保有する香港のリージェント・インターナショナル・ホテルズが運営を受託し、リージェント・ニューヨークの名称で開業準備が進められた。
しかし、日本のバブル景気が1990年に終わると、リージェント・インターナショナル・ホテルズは売却され、1992年にフォーシーズンズホテルと合併して、フォーシーズンズ・リージェント・ホテルズ&リゾーツとなった。このため、未だ開業準備中だったリージェント・ニューヨークは、フォーシーズンズホテル・ニューヨークに名称を変更した上で、1993年に開業した。
現在、ホテルはタイ・ワーナー・ホテル・アンド・リゾート・LLCによって保有され、フォーシーズンズによって運営されている。
682フィート (208 m)で52階立てのこのホテルは、ニューヨーク市で最も高層のホテルで、全米では2位、世界では25番目に高層のホテルである。2007年、ホテルにはミシュランで星を獲得したレストラン『L'Atelier de Joël Robuchon』が開店した。

## 内装
イオ・ミン・ペイとフランク・ウィリアムズが共同で内装デザインを担当し、ペイはホテルのロビーなどの公共スペースも取り仕切っていた。以来、このホテルは初めて高級内装の名声を得た。

## 参考
1. ↑  Arnold, Helen "World's 15 most expensive hotel suites" CNN Go. 25 March 2012. Retrieved 2012-04-11
2. ↑  その後の1997年に、リージェントの名称はカールソン・ホテルズ・ワールドワイド（現：カールソン・レジドール・ホテルズ）に売却され、フォーシーズンズとリージェントは再び分離された。このため、フォーシーズンズは、フォーシーズンズ・ホテルズ&リゾーツに戻った
3. ↑  Four Seasons Hotel Emporis.com[信頼性要検証]
4. ↑  Hevesi, Dennis (2010年3月8日). “Frank Williams, Architect of Skyscrapers, Dies at 73”. New York Times 2010年3月14日閲覧。

## 外部サイト
- Four Seasons New York Website
- Design notices
- in-Arch.net: The Four Seasons Hotel

座標: 北緯40度45分44秒 西経73度58分17秒 / 北緯40.76222度 西経73.97139度